# Quark-nova

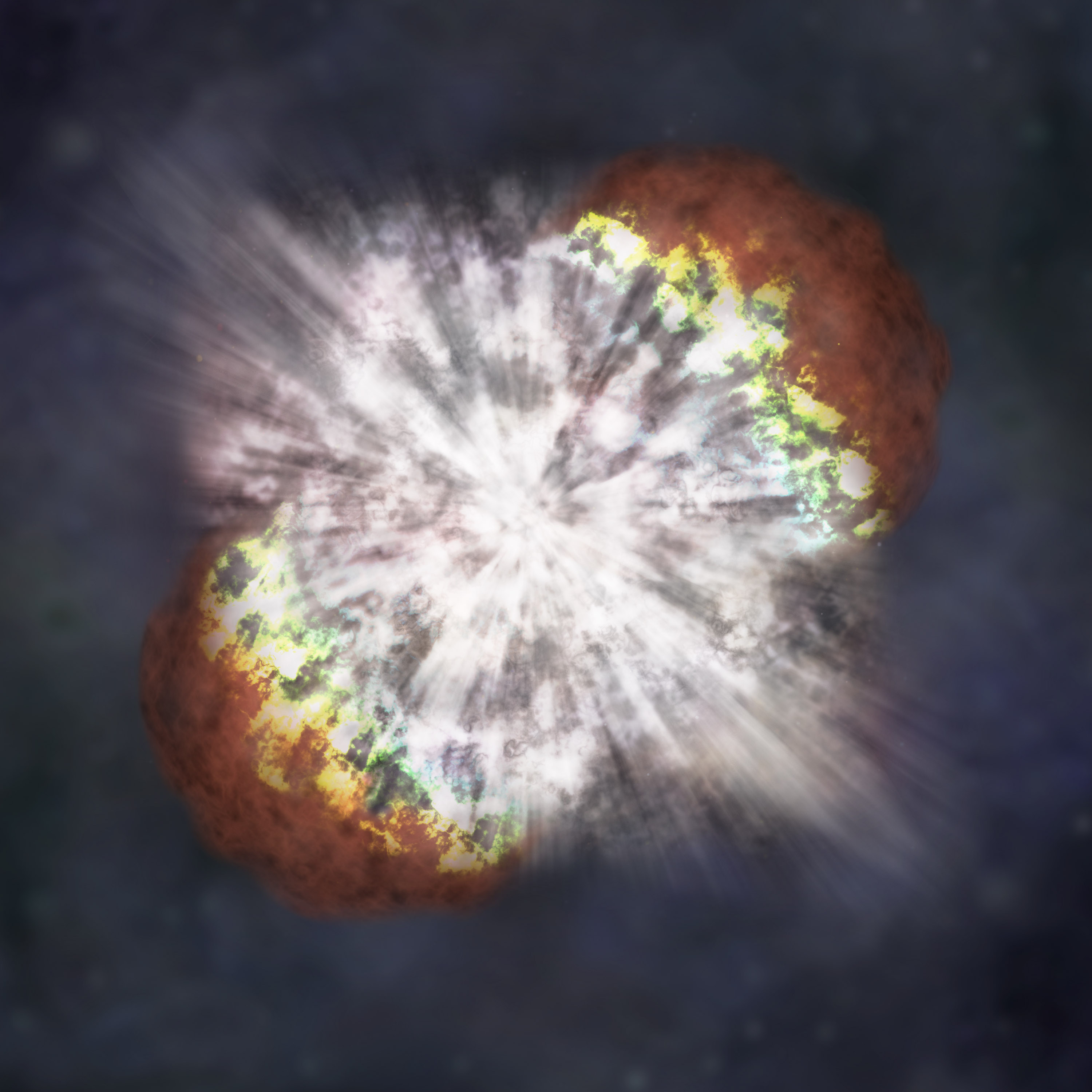
Vue d'artiste montrant ce à quoi SN 2006gy aurait pu ressembler, vu de près.

Un quark-nova est l'hypothèse selon laquelle la rencontre d'une étoile à neutrons et d'une étoile à quarks (ou étoile étrange) créerait une violente explosion. En analogie à une supernova annonçant la naissance d'une étoile à neutrons, une quark-nova signale la création d'une étoile à quarks. Le terme quark-novae a été inventé et proposé en 2002 par le Dr Rachid Ouyed et les Drs. J. Dey et M. Dey (Université de Calcutta, en Inde).

## Le processus d'une nova
Quand une étoile à neutrons ralentit, elle peut se convertir en une étoile à quarks par un processus connu sous le nom confinement de couleur. L'étoile résultante de ce processus serait composée de matière de quark. Le processus libérerait d'immenses quantités d'énergie, et serait peut-être les explosions les plus énergétiques de l'univers ; les calculs ont estimé qu'une énergie allant jusqu'à 1047 joules pourrait être libérée de la transition de phase à l'intérieur d'une étoile à neutrons. La quark-nova est peut-être une cause de sursauts gamma. Selon Jaikumar et al., ils peuvent également être impliqués dans la production d'éléments lourds comme le platine par l'intermédiaire du processus r.

## Candidats
Les étoiles à neutrons en rotation rapide avec des masses comprises entre 1,5 et 1,8 masse solaire sont théoriquement les meilleurs 'candidates' pour la conversion en raison du ralentissement de la rotation de l'étoile dans un temps de Hubble. Cela revient à une petite fraction de la population d'étoiles à neutrons. Une estimation sur cette base, indique que jusqu'à deux quark-novae peuvent se produire dans l'univers observable chaque jour.
Théoriquement, les étoiles à quarks n’émettraient pas d'ondes radio, donc les étoiles à neutrons radio-silencieuses pourrait être des étoiles à quarks.

## Observations
Les preuves directes  confirmant l’existence des quark-novae sont rares ; cependant, des observations récentes des supernovæ SN 2006gy, SN 2005gj (en) et SN 2005ap pourraient en être la preuve,.